# Caroline-von-Monaco-Urteil I
Als Caroline-von-Monaco-Urteil I wird in der deutschen Rechtswissenschaft ein Beschluss des Bundesverfassungsgerichtes (BVerfG) vom 14. Januar 1998 bezeichnet, das sich mit dem Umfang der Pressefreiheit und Sorgfaltsanforderungen an die Presse befasst. Anlass waren ein Gegendarstellungsanspruch von Caroline von Hannover (damals noch von Monaco) gegen eine Titelschlagzeile des Neuen Blatts und ein Gegendarstellungsanspruch von Franziska van Almsick gegen „Das Neue Schnell und Aktuell“.

## Sachverhalt
In der Verfassungsbeschwerde wurden drei Verfahren verbunden.
1. Die Illustrierte „Das Neue Blatt“ hatte einen Artikel über eine angeblich bevorstehende Hochzeit von Prinzessin Caroline von Monaco und die darauf bezogenen Vorbereitungen der Bewohner des Dorfes Saint Rémy veröffentlicht. Der Artikel war in der unteren Mitte der linken Spalte der Titelseite als „Exklusiv-Reportage“ angekündigt. Dagegen erwirkte Caroline von Hannover eine einstweilige Verfügung zum Abdruck einer Gegendarstellung auf der Titelseite. „Das Neue Blatt“ druckte die Gegendarstellung zwar ab, die Verlegerin erhob aber, nachdem sie vor den Zivilgerichten unterlegen war, Verfassungsbeschwerde wegen Verletzung der Pressefreiheit.
2. Die Zeitschrift „Das Neue Schnell und Aktuell“ hatte auf ihrer Titelseite einen Bericht über eine angeblich bevorstehende Hochzeit von Franziska van Almsick angekündigt. Franziska van Almsick erwirkte per einstweiliger Verfügung den Abdruck einer Gegendarstellung auf der Titelseite und eines Widerrufs im inneren Teil. Die Zeitschrift druckte beides im Innenteil ab und kündigte die Gegendarstellung lediglich auf der Titelseite an. Die Zivilgerichte bestätigten daraufhin den Anspruch Franziska van Almsicks, die Gegendarstellung auf der Titelseite abzudrucken. Dem kam die Illustrierte daraufhin nach, erhob aber wiederum Verfassungsbeschwerde.
3. Neben der Gegendarstellung verlangten Franziska van Almsick und ihr damaliger Freund eine Richtigstellung auf der Titelseite. Auch in diesem Verfahren unterlag die Zeitschrift und erhob Verfassungsbeschwerde.

## Leitsätze des Urteils
- „1. Das Grundrecht der Pressefreiheit (Art. 5 Abs. 1 Satz 2 GG) verlangt nicht, daß die Titelseite von Presseerzeugnissen von Gegendarstellungen oder Richtigstellungen freigehalten wird.“
- „2. Es verstößt nicht gegen das Grundrecht der Pressefreiheit, daß der Anspruch auf Gegendarstellung weder das Vorliegen einer Ehrverletzung noch den Nachweis der Unwahrheit der Erstmitteilung oder der Wahrheit der Gegendarstellung voraussetzt.“
- „3. Der Presse ist es nicht verwehrt, nach sorgfältiger Recherche auch über Vorgänge oder Umstände zu berichten, deren Wahrheit im Zeitpunkt der Veröffentlichung nicht mit Sicherheit feststeht. Die Pflicht, Tatsachenbehauptungen zu berichtigen, die sich als unwahr erwiesen haben und das Persönlichkeitsrecht (Art. 2 Abs. 1 i. V. m. Art. 1 Abs. 1 GG) des Betroffenen fortwirkend beeinträchtigen, schränkt die Pressefreiheit nicht unangemessen ein.“

## Aus den Gründen
„Der Schutz des Grundrechts [der Pressefreiheit] erstreckt sich auch auf das Titelblatt einer Publikation. Diesem kommt in der Regel besondere Bedeutung zu. Es prägt die Identität eines Publikationsorgans unter der Vielzahl der Presseerzeugnisse und dient dem Leser als Erkennungsmerkmal. Überdies enthält es diejenigen Mitteilungen, die den für das Presseerzeugnis Verantwortlichen aus publizistischen oder werbestrategischen Gründen besonders wichtig erscheinen. Auf die drucktechnische und grafische Gestaltung des Titelblatts wird deswegen erhöhte Sorgfalt gewandt. Das gilt besonders für Zeitungen und Zeitschriften, die weniger im Abonnement als im freien Verkauf abgesetzt werden und deswegen mit jeder Ausgabe neu um das Interesse des Publikums werben müssen.“ (Rz. 72)
„Der […] Persönlichkeitsschutz des Zivilrechts und des Strafrechts macht die Einschränkung der Pressefreiheit durch § 11 HbgPrG [Gegendarstellungsrecht] nicht überflüssig. Mit Hilfe dieses Schutzes kann der Betroffene unter bestimmten Voraussetzungen Unterlassung, Berichtigung oder Widerruf von Äußerungen, ferner Schadensersatz sowie Bestrafung des für die Äußerung Verantwortlichen erreichen. Die Rechtsbehelfe führen jedoch in keinem Fall zu einem Entgegnungsrecht des Betroffenen in dem Medium, das über ihn berichtet hat. Soweit Widerruf oder Berichtigung in Betracht kommen, die die Gegendarstellung an Überzeugungskraft übertreffen können, läßt sich der Anspruch in der Regel nicht zeitnah verwirklichen, weil er im Unterschied zum Gegendarstellungsanspruch die Feststellung der Unwahrheit der Erstmitteilung voraussetzt.“ (Rz. 80)
„Der Persönlichkeitsschutz wird in der Vorschrift auch nicht zu Lasten der Pressefreiheit überdehnt. Die Gegendarstellung bleibt stets an eine Erstmitteilung in der Presse gebunden. Nur wer zunächst von ihr zum Gegenstand öffentlicher Erörterung gemacht worden ist, kann den Abdruck seiner Darstellung verlangen. Ferner beschränkt sich das Gegendarstellungsrecht auf Tatsachenmitteilungen. Die Äußerung von Meinungen durch die Presse wird von diesem Recht nicht erfaßt. Schließlich ist der Anspruch auch nach Gegenstand und Umfang durch die Erstmitteilung begrenzt. Der Betroffene kann nur den in der Erstmitteilung enthaltenen Tatsachen widersprechen und muß dabei einen angemessenen Rahmen wahren, der regelmäßig durch den Umfang des beanstandeten Textes bestimmt wird.“ (Rz. 81)
„Daß die Presse eine Gegendarstellung auch dann abdrucken muß, wenn sie von der Richtigkeit der Erstmitteilung überzeugt ist, begegnet ebenfalls keinen verfassungsrechtlichen Bedenken. Die Wahrheitsunabhängigkeit der Gegendarstellung ist Folge des aus der staatlichen Schutzpflicht für das Persönlichkeitsrecht folgenden Gebots der Sicherstellung gleicher publizistischer Wirkung. Die schnelle Verwirklichung des Entgegnungsanspruchs würde scheitern, wenn das Verfahren mit der Klärung der Wahrheitsfrage belastet wäre. Die Gegendarstellung zwingt die Presse aber im Unterschied zu Widerruf und Richtigstellung nicht, von ihrer Sicht der Dinge abzurücken. Ferner läßt die Regelung Raum für eine Auslegung, nach der in Fällen offensichtlicher Unwahrheit der Gegendarstellung ein berechtigtes Interesse an ihrem Abdruck verneint wird (vgl. BGH, NJW 1967, S. 562; OLG Karlsruhe, AfP 1992, S. 373 <375>)“ (Rz. 83)
„Ferner ist die Bedeutung der von Art. 5 Abs. 1 Satz 2 GG geschützten Gestaltungsfreiheit der Presse bei der Bestimmung von Ort und Aufmachung der Gegendarstellung und der Berichtigung zu berücksichtigen. Die Bedeutung der Pressefreiheit wird aber nicht schon dadurch verkannt, daß Gegendarstellungen und Berichtigungen auch auf der Titelseite von Presseerzeugnissen angeordnet werden. Art. 5 Abs. 1 Satz 2 GG verlangt nicht, Titelblätter von Gegendarstellungen freizuhalten. Zwar greifen Gegendarstellungen auf der Titelseite wegen deren besonderer Bedeutung für ein Presseerzeugnis regelmäßig tiefer in die Pressefreiheit ein als Gegendarstellungen im Blattinneren. Sie werden aber dadurch gerechtfertigt, daß wegen der gesteigerten Aufmerksamkeit, die Titelseiten auf sich ziehen, und der breiteren Leserschaft, die sie finden, auch die Beeinträchtigung des Persönlichkeitsrechts empfindlicher ist.“ (Rz. 93)